# 諏訪神社 (白岡市)
諏訪神社（すわじんじゃ）は、埼玉県白岡市の神社。

## 歴史
創建年代は不明である。ただ江戸時代後期の地誌『新編武蔵風土記稿』によると、1628年（寛永5年）に検地が実施されたから、その頃には既に存在していたものと推測される。当地の近くには笠原沼（現在は埋め立てられ、その跡地は東武動物公園になっている。）があり、その景観があたかも諏訪湖がある諏訪地方に似ていることから、諏訪大社より分霊を勧請して創建されたという。
明治初年、近代社格制度に基づく「村社」に列せられた。

## 文化財
- 爪田ヶ谷諏訪神社の大スギ（白岡市指定天然記念物 昭和55年11月1日指定）[3]

## 交通アクセス
- 和戸駅より徒歩32分。